# Горі (верховний жрець)
Горі (*XIV ст. до н. е. —1263 до н.е.) — давньоєгипетський політичний діяч XIX династії, верховний жрець Амона у Фівах за володарювання Рамсеса II.

## Життєпис
Походив з впливового жрецького роду. Син Пареннефер-Уеннефера, верховного жерця Амона, та Ісіди, начальниці гарему Амона. Про дату народження нічого невідомо. Завдяки впливу родини обрав кар'єру жерця.
Вже за правління фараона Тутанхамона десь наприкінці 1330-х років після обрання батька верховним жерцем Амона стає верховним жерцем Онуріса в Тінісі. Подальшій кар'єрі сприяло те, що Горі був братом Амененона, друга дитинства фараона Рамсеса II.
Між 1280 та 1273 роками до н. е. стає верховним жерцем Амона. На цій посаді перебував до 1263 року до н. е. Його наступником став чаті Пасер.

## Родина
- Мінмосе (Мінмнес), верховний жрець Онуріса. Був одружений з донькою Уненнефер, верховного жерця Осиріса